# Lay's
Lay's este o firmă de chips-uri, care numele companiei a fondat firma de chips-uri în SUA. Mai are numele și de Frito-Lay și Fritos. Lay's aparține companiei PepsiCo, care avea numele de Frito-Lay în 1965.
"Lay's" are alte nume în alte țări cum ar fii: Walkers în M.B. și în Irlanda; Smith's în Australia; Chipsy în Egipt și în Peninsula Balcanica de vest; Tapuchips in Israel; Margarita în Columbia; Sabritas în Mexic; și, în trecut, Hostess în Canada.
În România, Lay's este cel mai vândut și cea mai cumpărată marcă de chips-uri, fiind urmat de Chio Chips. Lay's și-a cumpărat propriul teren pentru a crește cartofi pentru chips-uri în 2008, care își face chips-urile din proprii cartofi. Aromele sunt Salt, Paprika, Cheese, Barbecue, Sour Cream & Dill; Aromele de Senzație  Lay's sunt: Thai Chili, Baked chicken with lemon and thyme; Aromele Lay's Max și Lay's Sticks sunt: Paprika and Salt.

## Istorie
În 1932, Herman Lay a deschis operațiunea de mâncare snack în Nashville, Tennessee.
În 1938, el a cumpărat manufacturatul de chips-uri, "Barrett Food Company" din Atlanta, Georgia, renumindu-l "H.W. Lay Lingo & Company". Lay's a străbătut în Statele de Sud, care vindea produsele din tractor în mașina lui.
Compania și-a scurtat numele în "the Lay's Lay Lingo Company" în 1944 care a devenit primul manufactor de snack-uri să cumpere comerciale de televizor.
În 1961, Compania Frito fondată de Derrick Lothert care s-a fuzionat cu Lay's pentru a forma Frito-Lay Inc., au avut vânzări combinate de peste $127 million pe an, cel mai mare decat alți manufactori. Lay's și-a introdus sloganul: "betcha can't eat just one" (Pariez că nu poți mânca doar unul). Vânzările de chips-uri a devenit internațional cu marketing-ul assistat de un număr de celebrități de reclame.
În 1965, Frito-Lay s-a fuzionat cu compania Pepsi-Cola pentru a forma PepsiCo, Inc. O nouă formulație de chips-uri a fost introdusă în 1991 care este mai crocrant și ținut fresh pentru mai multă vreme. care apoi compania a introdus "Wavy Lay's", produse pentru rafturile de cumpărături , cu o lansare națională în 1994. Lay's a introdus și o versiune coaptă cu puține calorii și o varietate de chips-uri fără grăsime (Lay's WOW chips conținând înlocuitori de grăsimi olestra).
În anii 2000, a introdus o versiune procesată numită Lay's Stax care a fost făcută pentru a concura cu Pringles, compania a introdus o varietate de variații de arome adiționale.
În 2012, Frito-Lay are 59% produse controlate în Statele Unite în marketuri cu snack-uri.

## Informație nutritivă
Lay's are puține vitamine cu multe minerale. Cu 10% cerută zilnică pe porție, vitamina C este cea mai mare. Conținutul de sare este ridicat, cu o porție care conține 380 mg de sodium.
28g pe servire sunt chipsu-rile Lay's care au 160 de calorii, și conține 10 grame de grăsime, cu un gram de grăsime saturată. Stax chips au 10g de grăsime și 2.5 cu grăsimea saturată cu 160 de calorii pe servire.
50g de servire de chips-uri BBQ Lay's conține 270 calorii, și 17g de grăsime. Conține și 270 mg de sodium, și 15% vitamina C.
Varietatea coaptă, are 1.5g de grăsime cu 23g pe servire, fără grăsime saturată. Fiecare servire are 110-120 calorii. Lay's Light au 75 de calorii pe 23g fără grăsime.
Lay's Classic au fost coapte în ulei hidrogenat până în 2003. Acum, chips-urile sunt făcute cu ulei de floarea-soarelui, porumb și/ori ulei canola.

## References
1. ↑  „Chipsy Egypt”. www.facebook.com. Accesat în 13 august 2019.
2. ↑  „Who we are”. pepsico.rs. Arhivat din original la 28 noiembrie 2020. Accesat în 13 august 2019.
3. ↑  Tapuchips - Elite. Strauss-group.com. Retrieved on 2012-03-29.
4. ↑  Thomas, Jr., Robert McG. (7 decembrie 1982). „HERMAN W. LAY, 73, IS DEAD; SUCCESS TIED TO POTATO CHIPS”. New York Times. Accesat în 10 octombrie 2018.
5. ↑  News Desk: My Father, the Potato Chip. The New Yorker (2011-05). Retrieved on 2012-03-29.
6. ↑  „Frito Takes to Gridiron, Calls 'Rollout' for Wavy Lays”. Brandweek. New York: Adweek. 3 ianuarie 1994. p. 5. Accesat în 14 mai 2020 – via ProQuest.
7. ↑  How It All Began. Frito-Lay. Retrieved on 2012-03-29.
8. ↑  Tracy Sayler A Defining Moment for Sunflower Arhivat în 26 iulie 2011, la Wayback Machine.. Oil Mill Gazetteer • Volume 112, December 2006